# Beranovská olše
Beranovská olše je památný strom rostoucí u Beranovky, místní části města Teplá v okrese Cheb Karlovarského kraje na západě České republiky. Nachází se jižně od Beranovky v nivě Podhájského potoka. Jmenovaná olše lepkavá (Alnus glutinosa) dosahuje výšky okolo 18 metru a její obvod činí 635 centimetrů. Chráněna je od 25. března 2005 na základě rozhodnutí městského úřadu v Mariánských Lázních. Tato památná olše je nejmohutnějším stromem svého druhu v České republice.
Je to pozoruhodná srostlice šesti olšových kmenů, vyrůstajících ze společné boulovité báze.
Při pohledu zdálky vypadá olše jako starý dub.
Památný strom je ponechán přirozenému vývoji až do konečné fáze odumření a nepředpokládá se provádění jakýchkoli zásahů.

## Stromy v okolí
- Lípa ve Výškovicích
- Bezvěrovské buky
- Dub nad Starým rybníkem
- Hroznatova lípa
- Lípa v Ovesných Kladrubech
- Lípy u Tabákového mlýna
- Boněnovská lípa